# موتور محمدحسین کلکلی هول آباد
موتور محمدحسین کلکلی هول آباد یک منطقهٔ مسکونی در ایران است که در دهستان حومه (ایرانشهر) واقع شده‌است.